# Exochaenium caudatum
Exochaenium caudatum är en gentianaväxtart som först beskrevs av Jorge Américo Rodrigues Paiva och I.Nogueira, och fick sitt nu gällande namn av Kissling. Exochaenium caudatum ingår i släktet Exochaenium och familjen gentianaväxter. Inga underarter finns listade i Catalogue of Life.